# علي ديزايي
جمشيد علي ديزائي (بالفارسية: علي ديزايى) ولد في عام 1962 وكان ضابطاً بالشرطة الإنجليزية في لندن ولد مع الجنسية المزدوجة إيران وكان من كبار ضباط شرطة بريطانيا المسلمين جاءت محاكمة ديزائي على الساحة نتيجة لآرائه الصريحة على التمييز العنصري في شرطة العاصمة لندن وادعاءات أخرى مختلفة من الممارسات الخاطئة من جانبه.
وفي فبراير 2010. وعلى الرغم من أنه أفرج عنه في وقت لاحق في الاستئناف انه في نهاية المطاف إعادة المحاكمة وإعادة الحكم على علي ديزائي 13 فبراير 2012 ومواصلة النداء له بالبراءة لم يوفق فيها.
في أبريل 2008، تمت ترقيته إلى قائد، المسؤولة عن غرب لندن. في أغسطس 2008، أخذ وسام حسن السير والسلوك ووسام الخدمة الطويلة.
وفي 8 فبراير 2010، أدين في محكمة التاج قبل السيد سيمون العدالة بتهمة اعاقة سير العدالة ووسوء السلوك في الوظيفة العامة، وحكم عليه بالسجن لمدة أربع سنوات 
سجن ديزائي في البداية في سجن أدموند هيل وقد قوبل بالاعتداء من قبل السجناء الآخرين تم نقلة لعدة سجون أخرى وكان عرضة دائماً للاعتداء والتهديد من قبل السجناء الآخرين وفي 16 مايو 2011 
تم الحكم بإلغاء العقوبة في محكمة الإستئناف. تم إتهامة بعد ذلك في عدة تهم أخرى.

## المحاكمة التي غيرت الشرطة في بريطانيا إلى الأبد
بدأت الشرطة البريطانية منذ الأسبوع الأول لشهر رمضان بشن ما يشبه «غزوات» غير معلنة ضد كبار قادتها من المسلمين علي قلتهم، فبعد إحالة الرجل الثالث في شرطة لندن «الميتروبوليتن» طارق غفور إلي إجازة مفتوحة وتجريده من مهامه كقائد أمن أولمبياد لندن 2012، وجد الرائد علي دزاعي، قائد إقليم هامرسميث وفولهام في لندن، نفسه مرة أخرى عرضة لاتهامات جديدة باستغلال منصبه وعدم الانضباط وفتح تحقيقات ضده مع نهاية الأسبوع الفائت كانت بدايتها توقيفه عن العمل إلي غاية صدور تقارير اللجنة المستقلة للتحقيقات الأمنية.
لقد كان قرار القائد العام للمتروبوليتن السير إين بلير تقزيم حجم طارق غفور الذي وصل إلي رتبة سامية لم يسبقه لها مسلم من قبل بمثابة قنبلة بالنسبة للجالية المسلمة والرأي العام البريطاني بشكل عام، وليس واضحا إلي اليوم كيف سيكون مستقبل طارق غفور خصوصا بعدما رفع دعوي قضائية ضد قائده بتهمة التمييز العنصري ورد الأخير بإحالته إلي إجازة مفتوحة وإلي أجل غير مسمي، ويشعر الكثير من المسلمين في بريطانيا أن ما يتعرض له طارق غفور الذي يُشهد له بالخبرة والانضباط وحسن السلوك مجرد تصفية مبرمجة لقطع الطريق عليه حينما أصبح علي مرمي حجر من تقلد منصب نائب القائد العام لسكوتلانديارد وربما تربعه علي منصب القيادة العامة خلال السنوات القليلة القادمة مما كان سيشكل سابقة في تاريخ أجهزة الأمن الغربية. أما ما يتعرض له صديقه علي دزاعي الذي وقف إلي جانبه ضد القائد العام فالقضية أكثر تعقيدا وتشوبها الكثير من نقاط الظل لما لها من خلفيات سابقة.

## =من تهم العمالة لإيران إلي سوء استغلال السلطة
ولد الرائد علي دزاعي عام 1962 بإيران ووالده كان نائب محافظ شرطة طهران. انتقل للدراسة في بريطانيا بناء علي رغبة والده الذي كان يري أن نجاح ابنه في الحياة لا بد وأن يبدأ بتعليم جيد تضمنه المدارس البريطانية، وبالفعل ضمنت له المعاهد البريطانية تعليما طويلا إلي أن حاز علي دكتوراه في القانون والعلاقات الإثنية عام 1986، تاريخ التحاقه بصفوف الشرطة بعيد حصوله علي الجنسية البريطانية، لكنه لم يتخل عن جنسيته الأصلية. قضي علي سنوات طويلة في محافظة شرطة مدينة هانلي أون تايمز القريبة من أكسفورد حيث عمل في وحدة التحقيقات الجنائية برتبة كبير للمفتشين، ومع ترقيته عام 1999 إلي رتبة محافظ شرطة تم تحويله إلي شرطة لندن وعُين مستشارا لدي وزارة الداخلية مكلف بقضايا الأقليات العرقية والدينية، ثم مكلف بالعمليات علي مستوي محافظة إقليم كينزينكتون وسط أرقي أحياء العاصمة حيث تنتشر معظم سفارات الدول الأجنبية. لكن مع حلول منتصف عام 2000 أصبح علي دزاعي يواجه تهما وتحقيقات رسمية بتلقي الرشوة وتعاطي المخدرات والأخطر من ذلك التجسس لصالح النظام الإيراني، غير أن المحققين لم يكشفوا للرأي العام لا عن طبيعة تهم العمالة لإيران ولا نوعية الأدلة التي بنوا علي أساسها تلك الاتهامات. واضطرت سكوتلانديارد يوم 18 يناير 2001 إلي توقيفه عن الخدمة إلي غاية نهاية قضيته مع العدالة، ومع تعمق التحقيقات اكتشف قضاة محكمة الجرائم المركزية أن علي كان خاضعا منذ سنوات إلي مراقبة مستمرة من طرف رجال المخابرات الذين قاموا بالتنصت علي اتصالاته واحتفظوا بتسجيلات لأكثر من 3500 مكالمة هاتفية بطريقة غير قانونية وغير مرخص بها وذلك في إطار عملية سرية يشار لها باسم «هيليوس» والتي اعترفت بها سكوتلانديارد وأقرت بأنها كَلَّفتها أكثر من 3 ملايين جنيه. لكن ومع ذلك لم تقتنع المحكمة بأن المتهم كان عميلا لإيران وأدانته بتهم أقل خطورة، من ضمنها محاولة عرقلة عمل العدالة، سوء التصرف في مكان عام والكذب بشأن قضية تعرض سيارة الشرطة «بي.أم. دبليو» التي كان يقودها إلي عملية تخريب في إحدي شوارع كينزينكتون بالقرب من نادٍ ليلي مشهور، حيث أخبر قادته بأن الاعتداء وقع في شارع آخر يبعد أكثر من كيلومتر عن المكان الأصلي، وتم الكشف عن الحقيقة من طرف رجال المخابرات الذين كانوا يترصدون تحركاته، حتي إنهم شاهدوا عملية تخريب السيارة بأم أعينهم. ونظرا للزخم الإعلامي الذي واكب التحقيقات وانكشاف أمر التجسس علي الضابط المسلم، قرر الادعاء العام سحب التهم الموجهة ضده وطالبت جمعية أفراد الشرطة السود التي كان علي نائب رئيسها آنذاك وهو اليوم رئيسها بفتح تحقيق مفصل حول تحقيقات سكوتلانديارد التي وصفتها الجمعية بأنها تشبه حملة مطاردة الساحرات في العصور الوسطي ودليلا علي أن العنصرية ما تزال تنخر هياكل الشرطة في البلاد.
وفي 15 سبتمبر2003 تمت إعادة علي إلي منصبه ومهامه السابقة، ومع مطلع 2004 أدانت اللجنة المستقلة لشكاوي الشرطة عملية المراقبة والتهم الخطيرة التي وُجهت ضد علي واعتبرتها خاطئة بالمرة. وفي مايو من نفس السنة تمت ترقيته إلي رتبة قائد الشرطة في إقليم هونسلو بالقرب من مطار هيثرو غرب لندن حيث تنتشر مراكز اعتقال وترحيل المهاجرين غير الشرعيين. عاد علي بعد عامين من ذلك مجددا إلي صفحات الجرائد عندما انتقد بشدة وعلنية نية قيادة الشرطة تمرير إجراءات تسمح بتفتيش المسافرين عبر المطارات من خلال ما يسمي ب «الاختيار العشوائي عن طريق الملامح أو المظهر»، واعتبر ذلك بأنه أداة عنصرية سيذهب ضحيتها المسافرون من ذوي البشرة غير البيضاء، كما انتقد علي عملية أمنية تعرف بحادثة «فورست غايت» التي استهدفت بناء علي معلومات استخباراتية خاطئة أخوين مسلمين ظنت الأجهزة الأمنية أنهما يخططان لعمليات إرهابية، فهاجمت قوة خاصة بيت أبويهما وأصابت أحد الأخوة بطلقة في الذراع، بينما تعرض الآخر لتوقيف علي طريقة أفلام هوليوود قبل أن تتفطن الشرطة للكارثة واضطرت للاعتذار للعائلة وتعويض الضحايا بمبلغ 60 ألف جنيه. وفي مارس 2007 أصدر علي كتابا مدويا بعنوان«ليس واحدا منا: المحاكمة التي غيرت الشرطة البريطانية للأبد» يتهم فيه سكوتلانديارد بالعنصرية وسوء معاملة المنتسبين إليها من الأقليات العرقية، كما تضمن سردا مفصلا لقضيته، وفي يونيو من نفس السنة اعتذر القائد العام للشرطة السير إين بلير عن عملية «هيليوس» بعدما توصل إلي اتفاق مع الجمعية التي يرأسها علي لإنهاء خلافات الماضي وطيّ الملف بشكل نهائي. وبنهاية مارس 2008 حصل علي دزاعي علي ترقية لرتبة قائد لإقليم هامرسميث وفولهام براتب سنوي قدره 90 ألف جنيه إسترليني، وإن لم يعجب ذلك كثيرا من الضباط السامين.
كان يمكن أن تتوقف مشاكل علي عند هذا الحد ليواصل مثل زملائه ارتقاء سلم الترقية السريعة باعتباره حاصلاً علي دكتوراه في القانون، لكن وقوفه بجانب زميله طارق غفور وتشعب علاقاته مع كثير من المحامين ورجال قانون من أصول آسيوية إسلامية قد جلب له الكثير من المتاعب، فالشرطة تحقق الآن في مزاعم عن تقديمه مشورة قانونية لأحد المحامين للفوز بقضية كانت الشرطة طرفا فيها، كما اتهمته قيادته بسوء استغلال السلطة وعدم الانضباط، ولذلك تقرر الأسبوع الماضي توقيفه عن العمل إلي غاية البت في تلك المزاعم ولم يشفع له نفيه القاطع لوسائل الإعلام لكل التهم المنسوبة إليه.